# キラーギターズ
キラーギターズ株式会社は、日本のエレクトリックギター、エレキベースメーカー。ディストリビューターはESP。

## 概要
高崎晃のギター製作のために設立された。ESPに販売製造を委託。一部のプロトタイプをのぞき全てをESPが製造していることもあり、オフィシャルサイトにESPのリンクが貼られている。ESPの関連会社ではあるが、子会社ではない。
社名の由来は、発足時社長のジョージ吾妻が、高崎晃｢アキラ｣および創設時のメンバーであった荒木一三の名前「アラキ」をコラボレートして「キラア」としたのが原点とも言われる（あきら＋あらき→きらあ→キラー）。
元々同社は、創設メンバーでありESP所属期から高崎のギターテックでもあった荒木が、前述の通り、高崎の楽器を製作するために個人単位で作ったブランドであり、それほど多くの楽器を製造するような会社にする予定ではなかった。
沢田泰司がXメジャーデビュー時に使用していたベース（KB-IMPULSS）が発売された際、300本もの受注が来て生産が追い付かなくなったことが、その後の生産量・ラインナップを急速に増やすことになる理由の一つだとされる。KB-IMPULSS発売初期ロットまでは、シールド挿入口はシールドジャック寸法＋α程度の穴を斜めに掘り、ダイレクトプラグ方式をとっていたが、生産量が多くなったことにより穴を大きめに加工した舟形付ジャック方式に仕様変更され、製作作業の簡略化を図った。

## キラーギターズ独特の技術
- Kiler VUシェイプネックグリップ
キラーオリジナルのネックシェイプである。これは1～12フレットはVシェイプで12フレット以降はUシェイプである。V部が非対称型仕様（4･5弦間に頂点）も存在する。また、KG-PRIME（高崎晃仕様）、KG-FASCIST（ルーク篁仕様）、KG-FASCIST Skid Blue（shu仕様）等、モデル元であるアーティスト・製作年によってV角度は異なる。また、指板は共通して6弦から1弦に3度角度が下がっている。なお、現在までにベースでの採用は無い。

- ディープインサート
キラーギターズの技術の象徴ともいえる技術である。これは、ネックのエンド部をボディのジョイント部分に深くインサートしてボルトで留める技術で、通常のボルトオンに比べてボディとネックの接触面積が広いため、サスティーンに優れ、ネックとボディの剛性が上がっている。また、ネックエンドで集中して固定しないことで、接合部の仕上げが滑らかになるため、ハイフレットでのプレイアビリティ向上にも繋がっている。ギターの場合はフロントピックアップを貫通した位置までインサート、ベースの場合は最終フレットよりも数センチ深くインサートされているため視認できるが、ピックガードが取り付けられたモデルでは、取り外さない限りボディ裏側から見て判断するしかない。また、ディープインサートができない機種にはトライポイントというネックジョイント方法がある。

- ブレイスホール
ボディ内部に7本のエアーダクトが通っていることにより、中域と高域のミックスがよくなる。なお、現在までに本仕様を採用したものは、KB-CRIMINAL、KB-CRIMINAL SIGNATURE、KB-CRIMINAL CAMOUFLAGE、KB-CRIMINAL proのみであり、ベース向けの仕様と言える。

## SUPER PRIME 計画
2002年末にユーザーにアンケートを募り、理想の仕様とされるPRIMEを開発するというコンセプトで発足したプロジェクト。その結果、指板：ローズウッド、ボディ・ネック：マホガニー、そしてセットネックといったギブソン系に近いサウンドを狙った物がプロトタイプとして製作された。楽器フェアに展示されたが、その後プロジェクトの動きは聞こえてこなくなり、プロトタイプはKG-SIRPRIMEとして販売された。
なお、KILLERはプロトタイプと同じ仕様やユーザーの希望する仕様での製作は行っておらず、アーティスト以外のオーダーメイドは一切受け付けていない（一部機種のみカラーオーダーは可能）。

## エンドース契約しているアーティスト一覧

### ギター
- 高崎晃（LOUDNESS、LAZY）
- ルーク篁（CANTA、ex.聖飢魔II）
- 伊藤一朗（Every Little Thing）
- KOJI（ALvino、ex.La'cryma Christi）
- 華月（Raphael）
- shu（Cloud Nine）
- 雅-miyavi-
- IMAJO（サイキックラバー）
- ユアナ（boogieman、ex.蜉蝣）
- 夜叉
- 宮路一昭
- SAKI（Mary's Blood）

### ベース
- 沢田泰司（D.T.R、Cloud Nine、X、LOUDNESS、音風）
- Toshiya（DIR EN GREY）
- Ni〜ya（ナイトメア）/王珍々（仙台貨物）